# Zanthoxylum kauaense
Zanthoxylum kauaense, là một loài thực vật có hoa thuộc họ cam chanh, Rutaceae, là loài đặc hữu của Hawaii. Chúng thường mọc ở các khu rừng ẩm thấp hỗn hợp của Hawaii ở độ cao 300–1.980 m (980–6.500 ft), tuy nhiên cũng mọc được ở rừng khô nhiệt đới và rừng mưa nhiệt đới Hawaii. Chúng hiện đang bị đe dọa vì mất môi trường sống.

## Hình ảnh

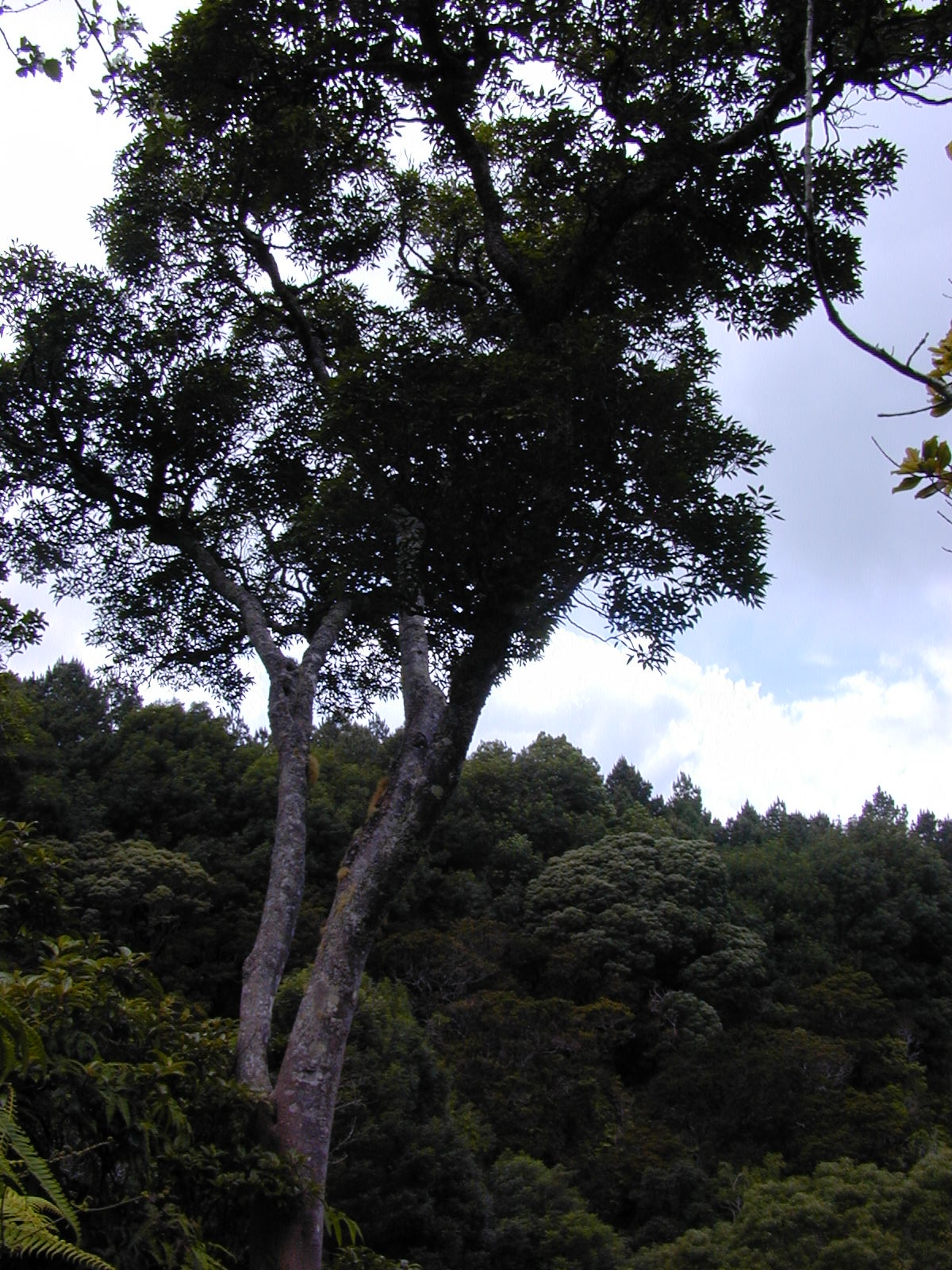
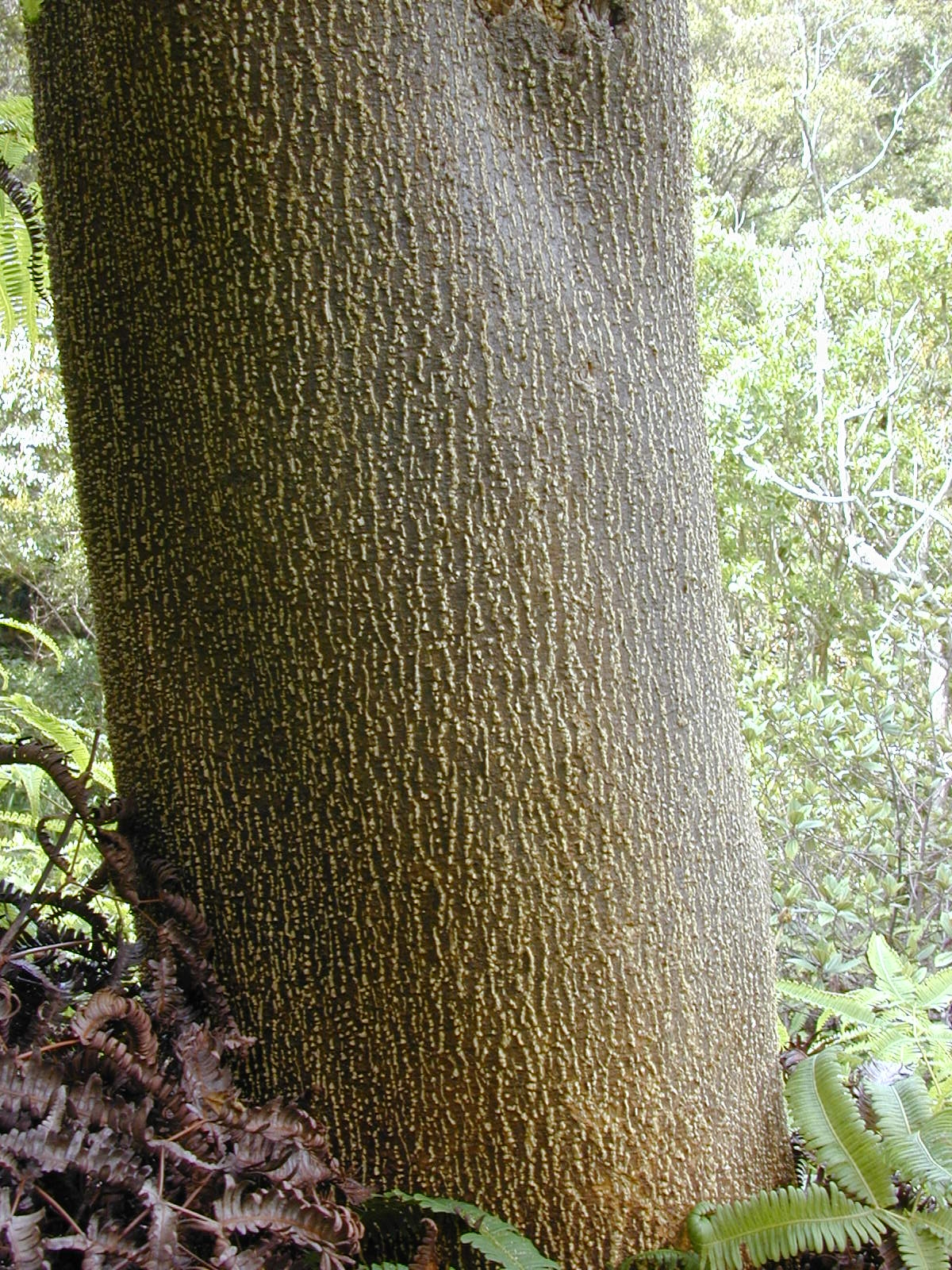
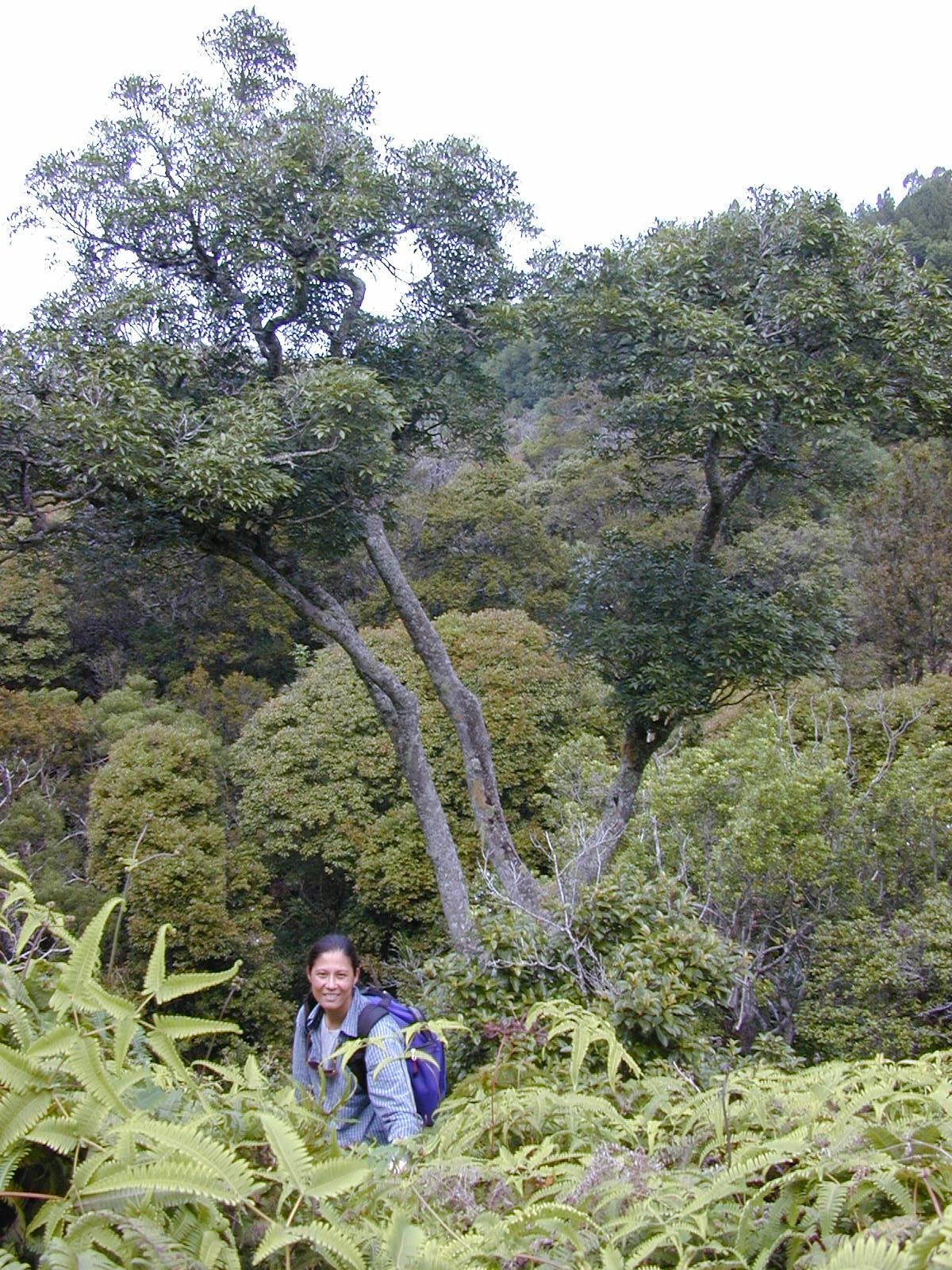
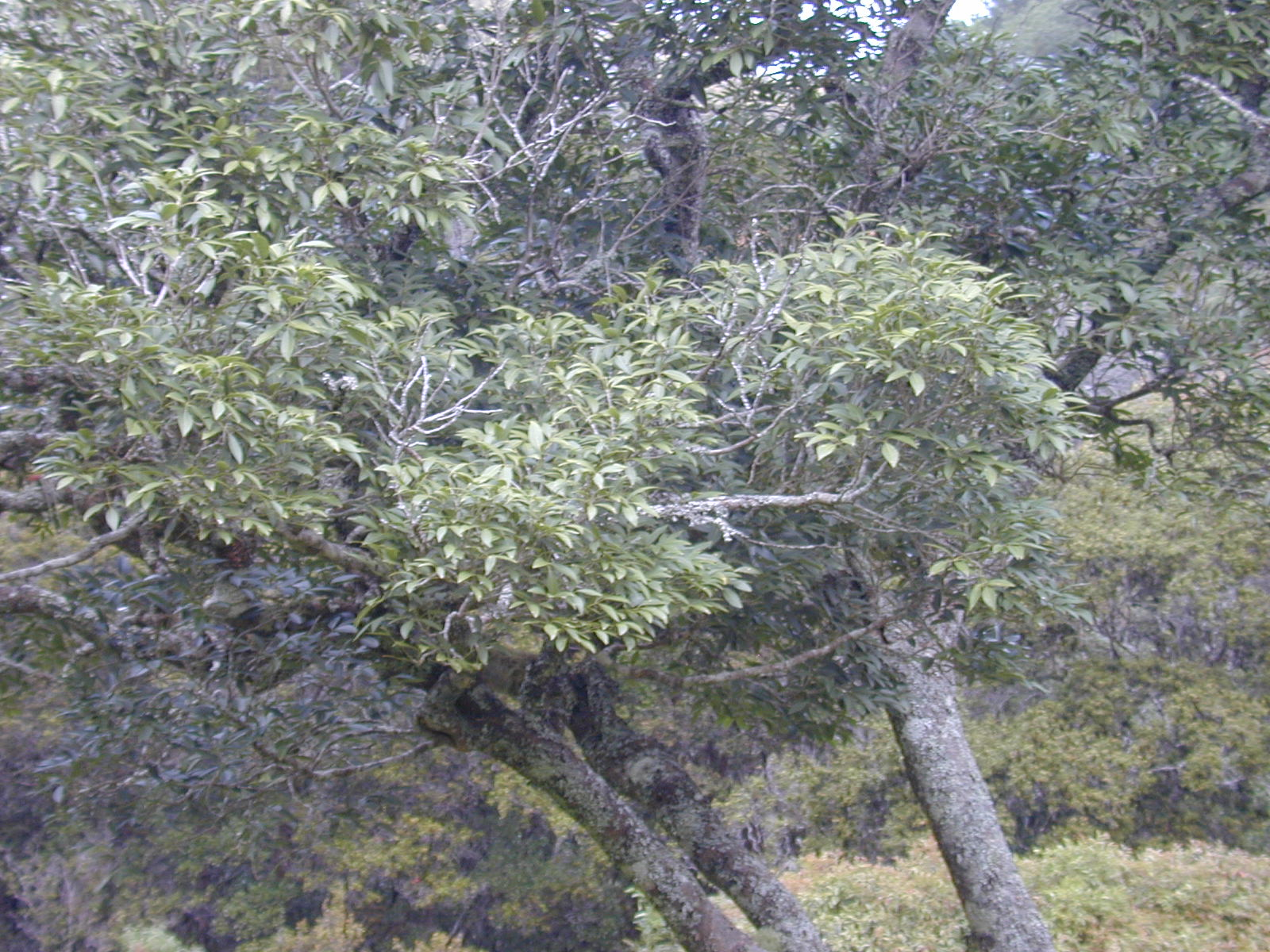